# Red rocks & crafts festival – Tjedan indijanske umjetnosti, glazbe i plesa
"Red Rocks Arts & Crafts Festival – Tjedan indijanske umjetnosti, glazbe i plesa" je manifestacija koja se održava u Zagrebu. Manifestacija se bavi sjevernoameričkim Indijancima.
Održana je prvi put u organizaciji Hrvatsko-američkog društva u Zagrebu 2006.

## Vanjske poveznice
- Voice of America
- HRVATSKO-AMERIČKO DRUŠTVO  Arhivirana inačica izvorne stranice od 30. rujna 2008. (Wayback Machine)
- Članak na CARNetovu portalu za škole
- članak u "Vjesniku"
- članak u "Večernjem listu  Arhivirana inačica izvorne stranice od 17. veljače 2007. (Wayback Machine)
- YouTube
- Nacionalni muzej američkih Indijanaca